# Lhasa
Lhasa (phiên âm "La-sa", chữ Tạng: ལྷ་ས་; Wylie: lha sa; phương ngữ Lhasa IPA: [ʹl̥ʰásə hoặc ʹl̥ʰɜ́ːsə]; giản thể: 拉萨; phồn thể: 拉薩; bính âm: Lāsà, Hán Việt: Lạp Tát), đôi khi được viết là Llasa, là thủ đô truyền thống của Tây Tạng và hiện nay là thủ phủ của Khu tự trị Tây Tạng của Cộng hòa Nhân dân Trung Hoa. Nó ở chân của đỉnh Gephel.
Thành phố này là nơi ở truyền thống của các Dalai Lama và các cung Potala và Norbulingka trong Phật giáo Tây Tạng được xem là các trung tâm linh thiêng nhất ở Tây Tạng.
Thành phố này có khoảng 255 000 người dân, ở độ cao vào khoảng 3 650 m (11 975 ft), là một trong những thành phố cao nhất trên thế giới. Lhasa theo nghĩa đen là "nơi ở của thần linh", mặc dù các tài liệu cổ tiếng Tây Tạng và các bản khắc cho thấy ban đầu nơi này được gọi là Rasa, nghĩa là "nơi của triều đình".
Tuy nhiên, vào năm 2008, một vụ bạo động đẫm máu đã diễn ra tại thành phố này.

## Lịch sử

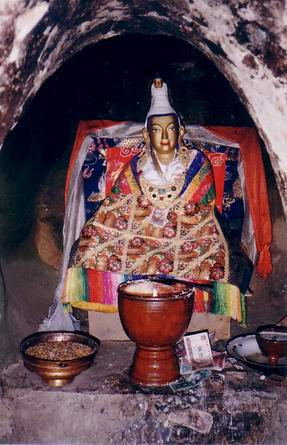
Người sáng lập Lhasa, Vua Tùng Tán Cán Bố

Có nhiều tranh cãi về sự quan trọng về địa lý của Lhasa trong lịch sử ban đầu của Tây Tạng.
Cho đến giữa thế kỉ thứ 7, Vua Songtsan Gampo (Tùng Tán Cán Bố) trở thành lãnh đạo của Vương quốc Tây Tạng hùng mạnh xuất phát từ thung lũng sông Yarlung. Vào năm 641, Songtsan Gampo sau khi đã chinh phục toàn bộ khu vực Tây Tạng, thành hôn với Công chúa Văn Thành (Wen Cheng) của triều đình nhà Đường. Thông qua cuộc hôn nhân này, ông đã chuyển sang Phật giáo và bắt đầu xây dựng hai ngôi chùa là Ramoche và 
Jokhang ở Lhasa để đặt hai bức tượng Phật đem về bởi Công chúa Văn Thành và công chúa người Nepal. Songtsan Gampo tổ chức thiết triều trong các ngôi lều lớn dễ dàng xếp lại thuận tiện cho việc di chuyển.
Từ khi triều đình này suy tàn đến lúc vị Dalai Lama thứ 5 lên ngôi, trung tâm chính trị của khu vực Tây Tạng không nằm tại Lhasa. Tuy nhiên, tầm quan trọng của Lhasa như là một nơi quan trọng về mặt tôn giáo ngày càng trở nên rõ rệt trải qua nhiều thế kỉ sau đó. Nơi này được biết như là trung tâm của Tây Tạng nơi Padmasambhava đã dùng pháp thuật để đánh nữ quỷ xuống đất và ra lệnh xây nền của Đền thờ Jokhang ngay trên trái tim quỷ.
Cho đến thế kỉ thứ 15, tầm quan trọng của thành phố Lhasa đã tăng lên đáng kể sau khi ba tu viện lớn Gelugpa được thành lập bởi Je Tsongkhapa (Đại Sư Tông Khách Ba) và các đệ tử của ông ta trong thế kỉ thứ 15. Ba tu viện này là Ganden, Sera, và Drepung được xây dựng trong một phần chỉnh đốn và làm trong sạch hóa Phật giáo ở Tây Tạng. Các thành tựu về học thuật cũng như thế lực chính trị của đạo này cuối cùng đã một lần nữa đẩy Lhasa vào vị trí trung tâm.
Vị Dalai Lama thứ 5, Lobsang Gyatso (1617–1682), đã chinh phục Tây Tạng và dời trung tâm hành chính của ông về Lhasa, và thành phố này trở thành thủ đô chính trị và tôn giáo của Tây Tạng. Vào năm 1645 cung điện Potala bắt đầu được khởi công xây dựng trên Đồi Đỏ. Vào năm 1648, Potrang Karpo (Bạch Cung) của Potala được hoàn thành, và Potala được sử dụng như là một cung điện mùa đông bởi Dalai Lama từ thời gian đó. Potrang Marpo (Hồng Cung) được xây thêm giữa 1690 và 1694. Cái tên Potala có thể là bắt nguồn từ Núi Potalaka (Phổ đà La), cõi tịnh độ theo truyền thuyết của Đức Quán Thế Âm Bồ Tát (Bodhisattva Avalokiteśvara). Đền thờ Jokhang cũng được mở rộng đáng kể trong thời gian này. Mặc dù các tranh khắc gỗ và các rầm đỡ của Đền thờ Jokhang có niên đại từ thế kỉ thứ 7, các tòa nhà cổ xưa nhất còn lại ở Lhasa, như là ở giữa cung điện Potala, đền Jokhang và một số tu viện và một số căn nhà trong khu phố cổ có thể có từ thời phát triển rực rỡ lần thứ hai trong lịch sử của Lhasa. 

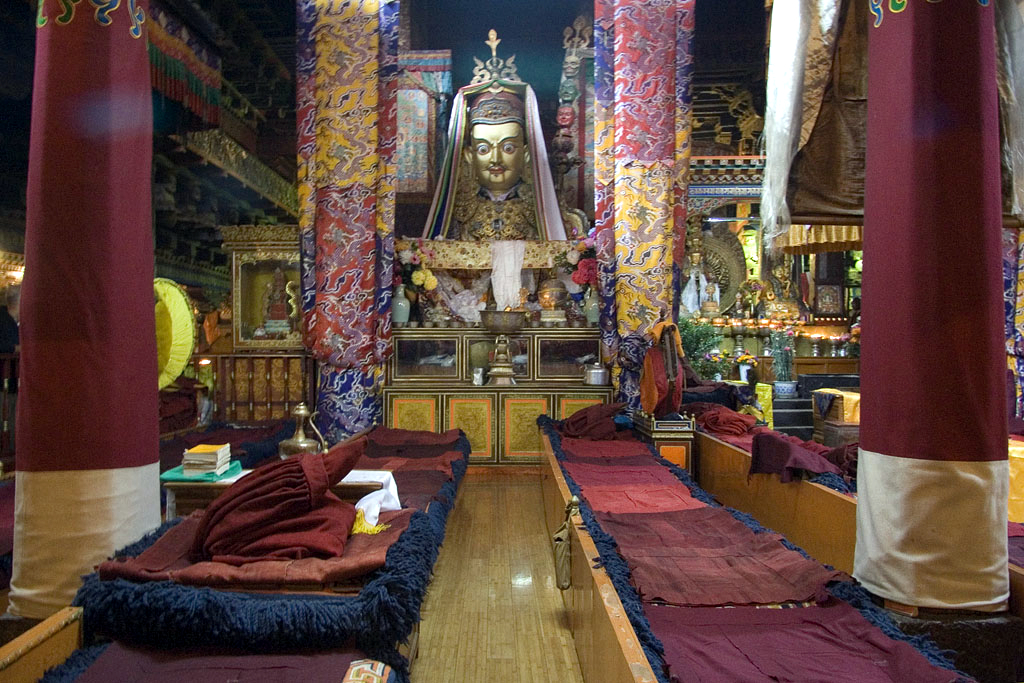
Chính Điện thờ Liên Hoa Sinh Đền thờ Jokhang (Chùa Đại Chiêu)

Trong nửa đầu của thế kỉ 20, một số nhà thám hiểm phương tây đã có những chuyến đi nổi tiếng tới thành phố này, bao gồm Francis Younghusband, Alexandra David-Néel, và Heinrich Harrer. Lhasa là trung tâm của Phật giáo Tây Tạng, và gần nửa dân số của thành phố là các nhà sư. Dân số của Lhasa được ước tính là khoảng 25 000 vào năm 1951, không tính đến 15 000 nhà sư ở khu vực của các tu viện, mặc dù với sự xâm lăng của Trung Quốc nhiều người đã rời bỏ thành phố bao gồm cả vị Dalai Lama thứ 14 người đã rời bỏ nơi ở của mình trong Cung điện Potala để sống lưu vong ở Ấn Độ vào năm 1959.
Lhasa giữa những năm 1987-1989 đã có nhiều cuộc biểu tình lớn chống lại sự chiếm đóng của Trung Quốc lãnh đạo bởi các nhà sư và các ni cô. Kết quả là nhà nước Trung Quốc đã làm cho cuộc sống của các nhà sư và ni cô trở nên thêm khó khăn bằng cách ban ra thêm nhiều điều cấm và cải tạo chính trị trong các tu viện. Nhiều người phải qua các quá trình "cải tạo để định hướng theo quan điểm cộng sản và đả đảo Dalai Lama và Nhà nước Tây Tạng độc lập." Nhiều nhà sư từ chối đã bị cho vào nhà tù, những người khác rời bỏ tu viện và nhiều người thoát sang Ấn Độ để tiếp tục việc tu học.
Đầu những năm 2000, dân số của thành phố là vào khoảng 255 000. Để biết thêm lịch sử của Tây Tạng kể từ 1950, xem lịch sử Tây Tạng.

## Các vịDalai Lamacủa Lhasa

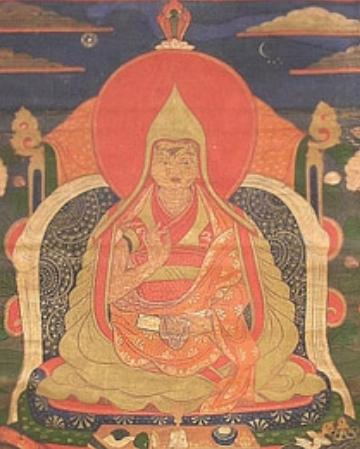
1st Dalai Lama, Genden Drub 1391-1474
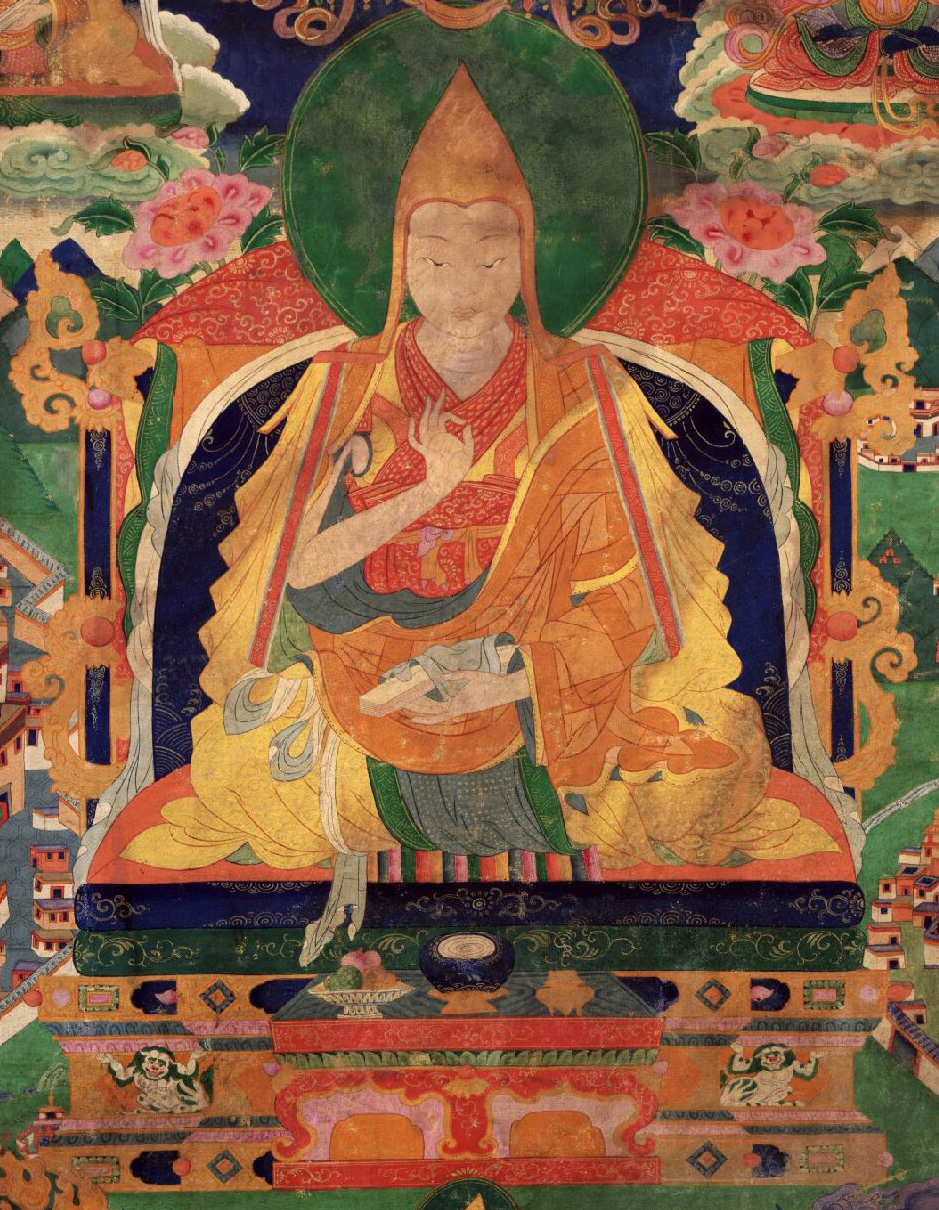
2nd Dalai Lama, Genden Gyatso 1475-1541
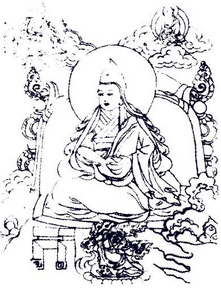
3rd Dalai Lama, Sonam Gyatso 1543-1588
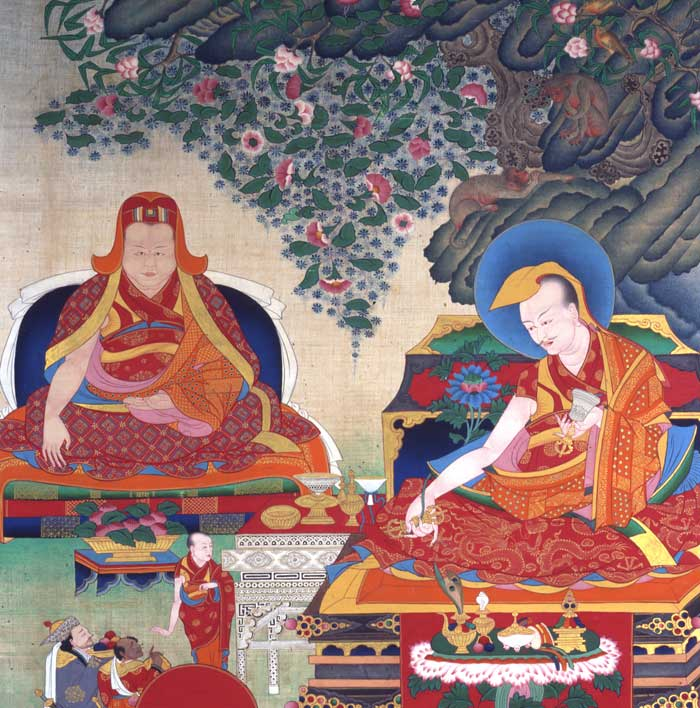
4th Dalai Lama, Yonten Gyatso 1589-1616
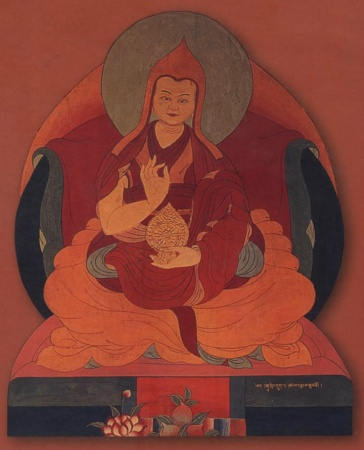
6th Dalai Lâm, Tsangyang Gyatso 1683-1706
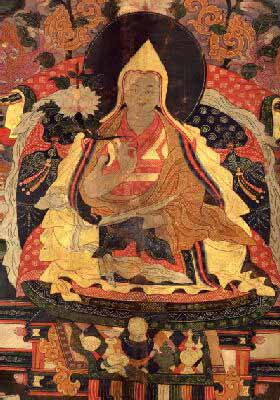
7th Dalai Lama,Kelzang Gyatso, 1708-1757.
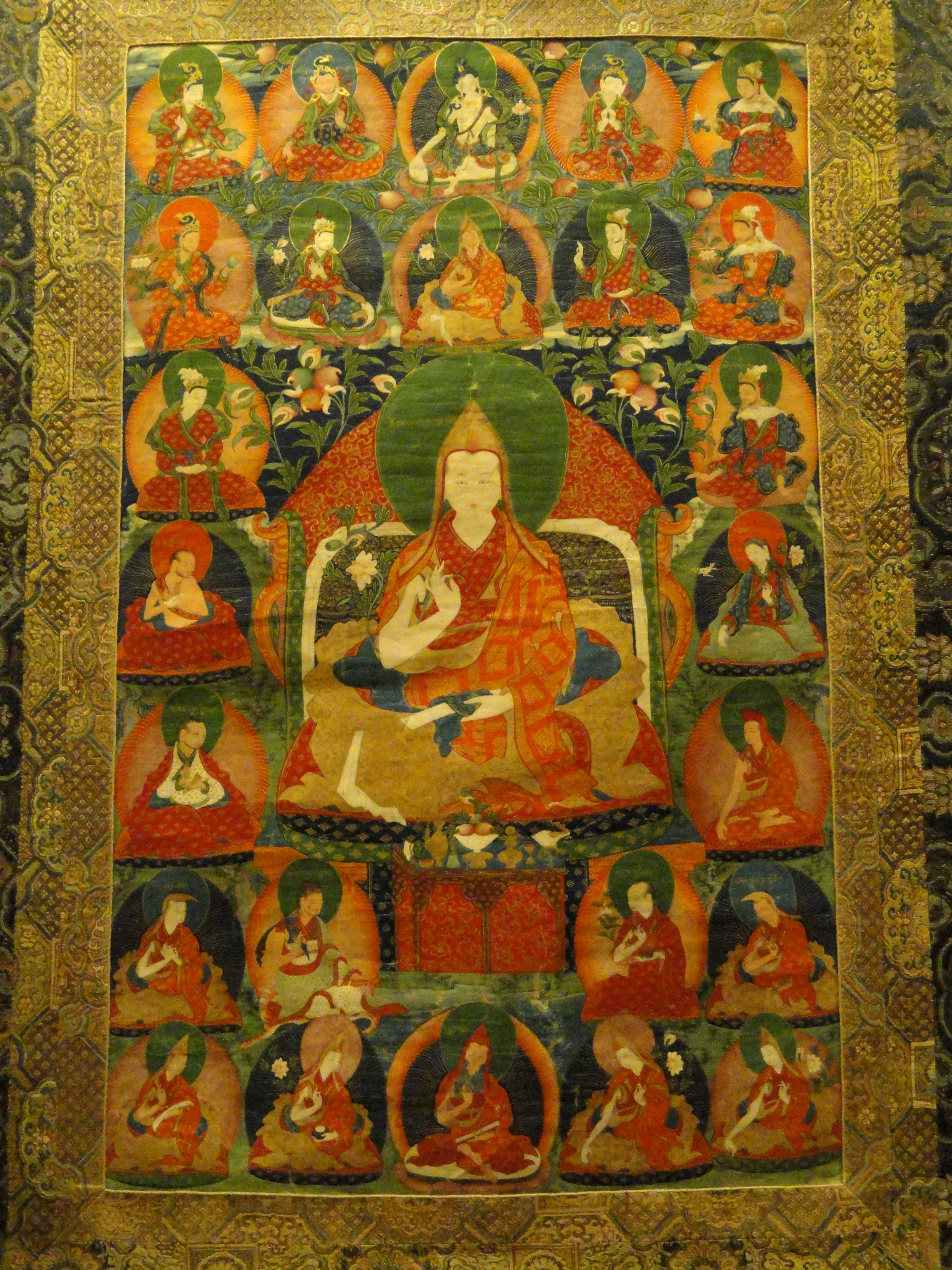
8th Dalai Lama, Jamphel Gyatso 1758-1804
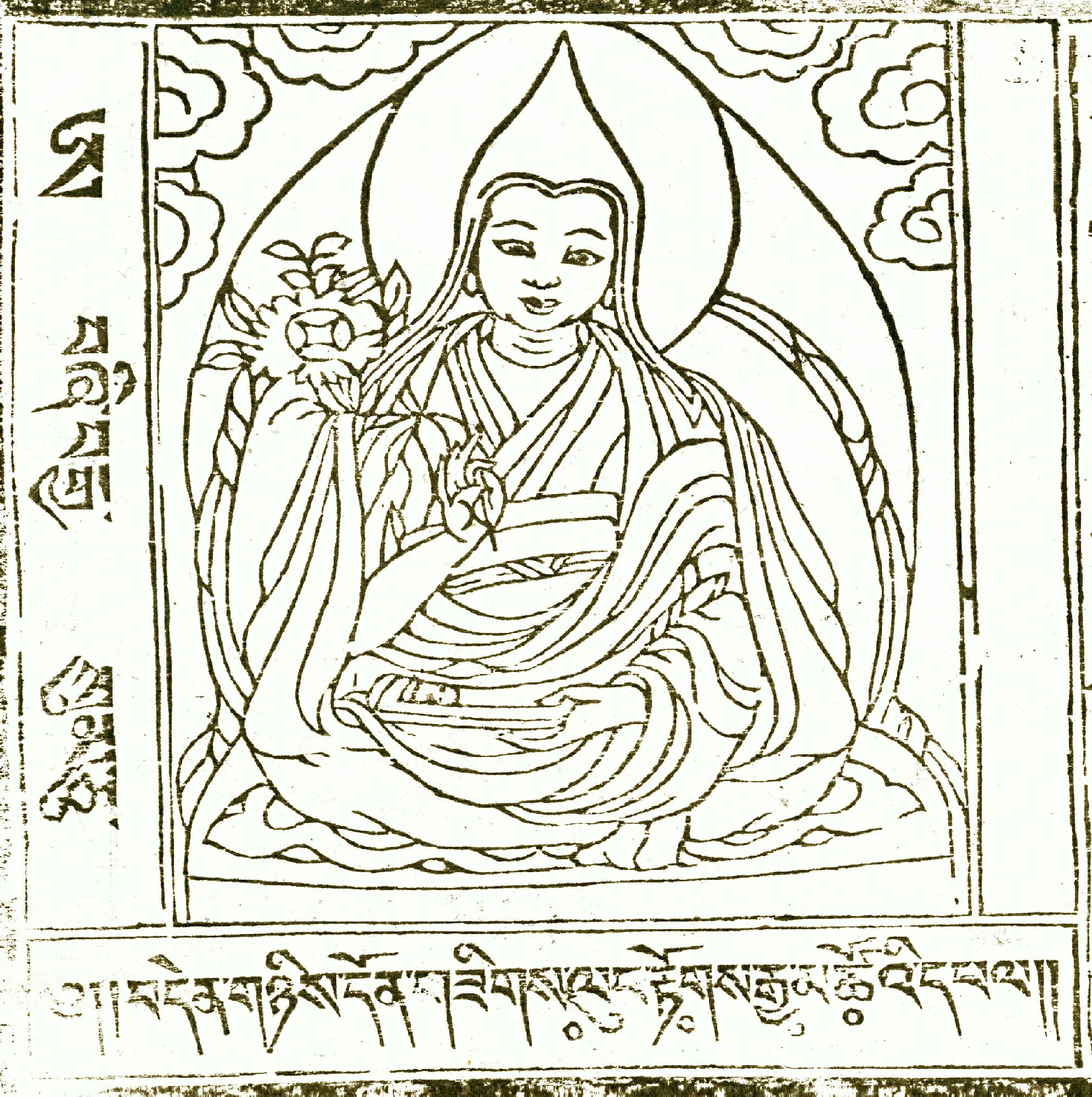
9th Dalai Lama, Lungtok Gyatso 1806-1815

## Địa lý và khí hậu

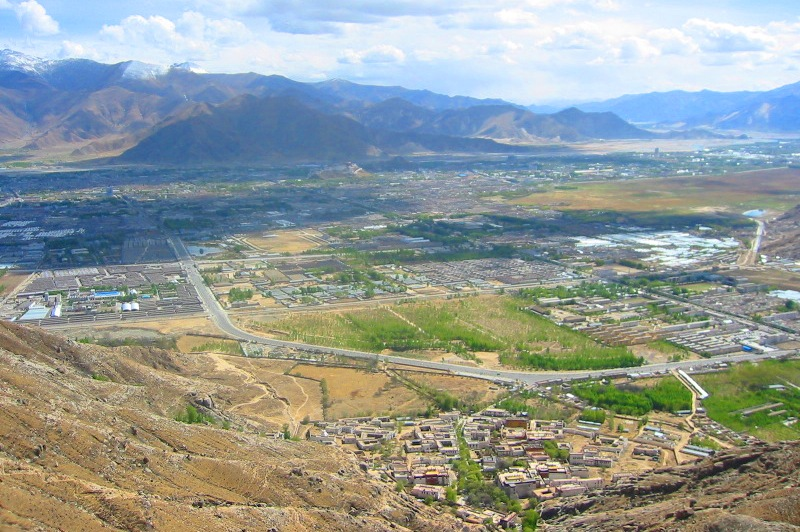
Lhasa nằm ở thung lũng Lhasa của Tây Tạng.

Lhasa 29°39.29′B 91°7.1′Đ / 29,65483°B 91,1183°Đ và vùng xung quanh bao phủ một diện tích gần 30 000 km². Khu trung tâm thành phố rộng 544 km² và có dân số tổng cộng là 500 000; 250 000 của tổng số này sống trong khu vực nội thành. Lhasa là nơi ở của người Tây Tạng, người Hán, và người Hồi, cũng như nhiều sắc dân khác, nhưng nhóm người Tây Tạng chiếm 87% tổng dân số.
Nằm ở đáy của một lưu vực nhỏ bao quanh bởi các dãy núi, Lhasa có độ cao 3 650 mét (12.000 feet) và nằm ở trung tâm của đồng bằng Tây Tạng. Những dãy núi xung quanh thành phố cao đến 5 500 m (18.000 ft). Dòng sông Kyi (hay là Kyi Chu), một nhánh của sông Yarlung Zangbo), chảy xuyên qua thành phố. Sông Lhasa bên cạnh thành phố được biết đến bởi dân địa phương như là "những đợt sóng xanh đang reo vui". Nó chảy qua những đỉnh núi tuyết phủ và những suối nhỏ trong dãy núi Nyainqentanglha, kéo dài đến 315 km. Sông này cuối cùng đổ vào sông Yarlung Zangbo tại Qüxü, tạo thành một khu vực phong cảnh rất đẹp.

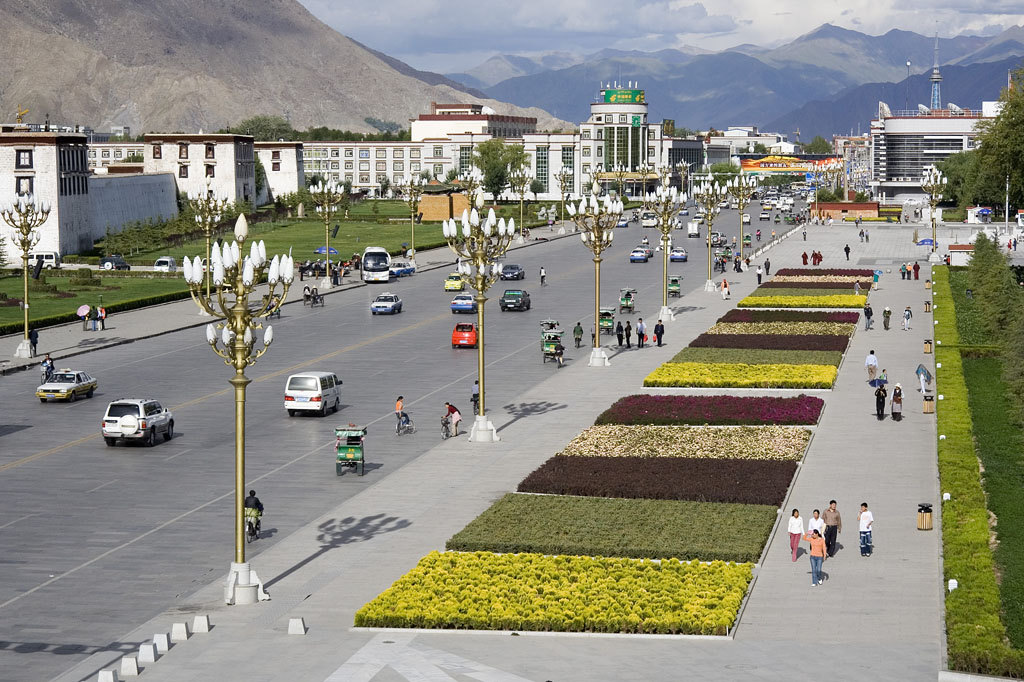
Đường chính ở Lhasa

Với địa hình bằng phẳng và khí hậu dễ chịu, Lhasa không phải chịu mùa đông khắc nghiệt và mùa hè nóng bỏng, với một nhiệt độ trung bình hằng năm là khoảng 8 độ C (43 độ F). Thành phố có khoảng 3 000 giờ nắng hàng năm, nhiều hơn hẳn các thành phố khác, do đó đôi khi được gọi là "thành phố ánh nắng."
Lhasa có lượng mưa trung bình hằng năm vào khoảng 500 mm. Có mưa chủ yếu vào tháng 7,8,9. Các mùa mưa trong hè và thu được xem là các mùa "tốt nhất" trong năm, và thường có mưa vào đêm, nắng vào ban ngày.
Trước 1950, Lhasa có thể được xem như là thủ đô cao nhất vào thời điểm đó, vượt cả La Paz, Bolivia, hiện được xem là thủ đô cao nhất.
| Dữ liệu khí hậu của Lhasa (trung bình vào 1971–2000, cực độ 1951–2013) | Dữ liệu khí hậu của Lhasa (trung bình vào 1971–2000, cực độ 1951–2013) | Dữ liệu khí hậu của Lhasa (trung bình vào 1971–2000, cực độ 1951–2013) | Dữ liệu khí hậu của Lhasa (trung bình vào 1971–2000, cực độ 1951–2013) | Dữ liệu khí hậu của Lhasa (trung bình vào 1971–2000, cực độ 1951–2013) | Dữ liệu khí hậu của Lhasa (trung bình vào 1971–2000, cực độ 1951–2013) | Dữ liệu khí hậu của Lhasa (trung bình vào 1971–2000, cực độ 1951–2013) | Dữ liệu khí hậu của Lhasa (trung bình vào 1971–2000, cực độ 1951–2013) | Dữ liệu khí hậu của Lhasa (trung bình vào 1971–2000, cực độ 1951–2013) | Dữ liệu khí hậu của Lhasa (trung bình vào 1971–2000, cực độ 1951–2013) | Dữ liệu khí hậu của Lhasa (trung bình vào 1971–2000, cực độ 1951–2013) | Dữ liệu khí hậu của Lhasa (trung bình vào 1971–2000, cực độ 1951–2013) | Dữ liệu khí hậu của Lhasa (trung bình vào 1971–2000, cực độ 1951–2013) | Dữ liệu khí hậu của Lhasa (trung bình vào 1971–2000, cực độ 1951–2013) |
| Tháng                                                                  | 1                                                                      | 2                                                                      | 3                                                                      | 4                                                                      | 5                                                                      | 6                                                                      | 7                                                                      | 8                                                                      | 9                                                                      | 10                                                                     | 11                                                                     | 12                                                                     | Năm                                                                    |
| ---------------------------------------------------------------------- | ---------------------------------------------------------------------- | ---------------------------------------------------------------------- | ---------------------------------------------------------------------- | ---------------------------------------------------------------------- | ---------------------------------------------------------------------- | ---------------------------------------------------------------------- | ---------------------------------------------------------------------- | ---------------------------------------------------------------------- | ---------------------------------------------------------------------- | ---------------------------------------------------------------------- | ---------------------------------------------------------------------- | ---------------------------------------------------------------------- | ---------------------------------------------------------------------- |
| Cao kỉ lục °C (°F)                                                     | 20.5 (68.9)                                                            | 20.9 (69.6)                                                            | 25.0 (77.0)                                                            | 25.9 (78.6)                                                            | 29.4 (84.9)                                                            | 29.9 (85.8)                                                            | 30.4 (86.7)                                                            | 27.2 (81.0)                                                            | 26.5 (79.7)                                                            | 24.4 (75.9)                                                            | 22.8 (73.0)                                                            | 17.8 (64.0)                                                            | 30.4 (86.7)                                                            |
| Trung bình ngày tối đa °C (°F)                                         | 7.2 (45.0)                                                             | 9.3 (48.7)                                                             | 12.7 (54.9)                                                            | 15.9 (60.6)                                                            | 19.9 (67.8)                                                            | 23.2 (73.8)                                                            | 22.6 (72.7)                                                            | 21.4 (70.5)                                                            | 19.9 (67.8)                                                            | 17.0 (62.6)                                                            | 12.1 (53.8)                                                            | 8.0 (46.4)                                                             | 15.8 (60.4)                                                            |
| Trung bình ngày °C (°F)                                                | −1.6 (29.1)                                                            | 1.5 (34.7)                                                             | 5.2 (41.4)                                                             | 8.4 (47.1)                                                             | 12.3 (54.1)                                                            | 16.0 (60.8)                                                            | 15.7 (60.3)                                                            | 14.7 (58.5)                                                            | 13.0 (55.4)                                                            | 8.8 (47.8)                                                             | 2.9 (37.2)                                                             | −1.2 (29.8)                                                            | 8.0 (46.4)                                                             |
| Tối thiểu trung bình ngày °C (°F)                                      | −9.0 (15.8)                                                            | −5.8 (21.6)                                                            | −2.1 (28.2)                                                            | 1.5 (34.7)                                                             | 5.6 (42.1)                                                             | 9.8 (49.6)                                                             | 10.4 (50.7)                                                            | 9.7 (49.5)                                                             | 7.7 (45.9)                                                             | 2.0 (35.6)                                                             | −4.2 (24.4)                                                            | −8.2 (17.2)                                                            | 1.4 (34.5)                                                             |
| Thấp kỉ lục °C (°F)                                                    | −16.5 (2.3)                                                            | −15.4 (4.3)                                                            | −13.6 (7.5)                                                            | −8.1 (17.4)                                                            | −2.7 (27.1)                                                            | 2.0 (35.6)                                                             | 4.5 (40.1)                                                             | 3.3 (37.9)                                                             | 0.3 (32.5)                                                             | −7.2 (19.0)                                                            | −11.2 (11.8)                                                           | −16.5 (2.3)                                                            | −16.5 (2.3)                                                            |
| Lượng Giáng thủy trung bình mm (inches)                                | 0.8 (0.03)                                                             | 1.2 (0.05)                                                             | 2.9 (0.11)                                                             | 6.1 (0.24)                                                             | 27.7 (1.09)                                                            | 71.2 (2.80)                                                            | 116.6 (4.59)                                                           | 120.6 (4.75)                                                           | 68.3 (2.69)                                                            | 8.8 (0.35)                                                             | 1.3 (0.05)                                                             | 1.0 (0.04)                                                             | 426.4 (16.79)                                                          |
| Số ngày giáng thủy trung bình (≥ 0.1 mm)                               | 0.7                                                                    | 1.0                                                                    | 1.6                                                                    | 4.3                                                                    | 9.9                                                                    | 14.3                                                                   | 19.1                                                                   | 20.0                                                                   | 15.4                                                                   | 4.5                                                                    | 0.7                                                                    | 0.6                                                                    | 92.1                                                                   |
| Độ ẩm tương đối trung bình (%)                                         | 28                                                                     | 26                                                                     | 27                                                                     | 36                                                                     | 44                                                                     | 51                                                                     | 62                                                                     | 66                                                                     | 63                                                                     | 49                                                                     | 38                                                                     | 34                                                                     | 44                                                                     |
| Số giờ nắng trung bình tháng                                           | 250.9                                                                  | 226.7                                                                  | 246.1                                                                  | 248.9                                                                  | 276.6                                                                  | 257.3                                                                  | 227.4                                                                  | 219.6                                                                  | 229.0                                                                  | 281.7                                                                  | 267.4                                                                  | 258.6                                                                  | 2.990,2                                                                |
| Nguồn: Cục Khí tượng Trung Quốc                                        |                                                                        |                                                                        |                                                                        |                                                                        |                                                                        |                                                                        |                                                                        |                                                                        |                                                                        |                                                                        |                                                                        |                                                                        |                                                                        |

## Hành chính

Địa cấp thị Lhasa tại Khu tự trị Tây Tạng

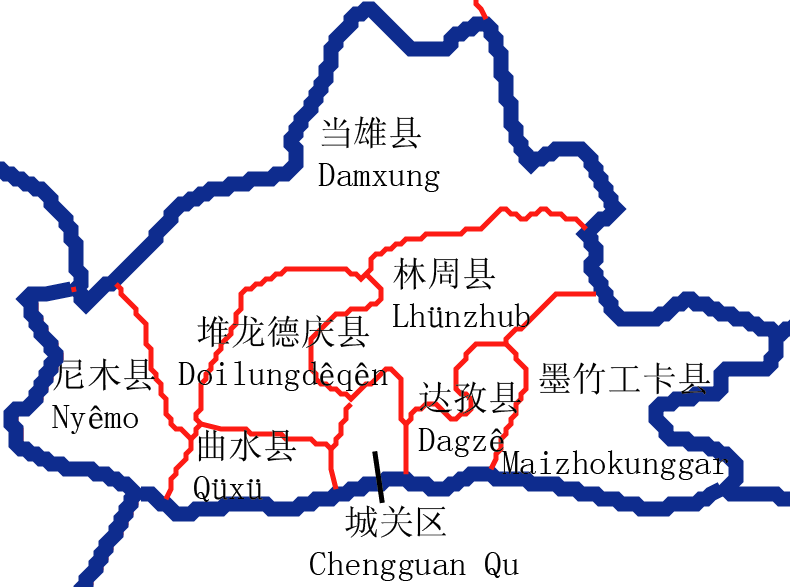
Các đơn vị hànhc hính cấp huyện của Lhasa

Về mặt hành chính, Lhasa là một địa cấp thị (thành phố cấp địa khu) bao gồm một khu (quận) và bảy huyện. Quận bao gồm vùng nội thành của Lhasa và được gọi là Thành Quan (tiếng Tạng: ཁྲིན་ཀོན་ཆུས་, Wylie: khrin kon chus, giản thể: 城关区; phồn thể: 城關區; bính âm: Chéngguān Qū). Bảy huyện là Lhünzhub, Damxung, Nyêmo, Qüxü, Doilungdêqên, Dagzê,Maizhokunggar

## Kinh tế

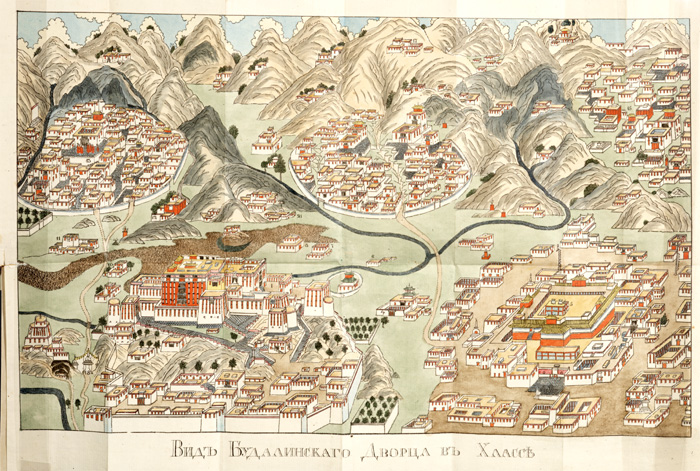
Một bản đồ của họa sĩ người Nga Nikita Bichurin vẽ Lhasa hồi đầu thế kỷ XIX.

Các ngành công nghiệp có tính cạnh tranh cùng với nền kinh tế đang đóng vài trò quan trọng trong giai đoạn phát triển khá nhanh của Lhasa. Để giữ cân bằng giữa con người và tự nhiên,
du lịch và dịch vụ được nhấn mạnh bởi chính quyền địa phương như là hai ngành phát triển mạnh trong tương lai.
Nông nghiệp và trồng trọt ở Lhasa phát triển cao. Chủ yếu, người ta trồng lúa mạch cao nguyên và lúa mì mùa đông ở Lhasa. Các tài nguyên cho việc bảo tồn nước, đung nóng bằng địa nhiệt, năng lượng mặt trời, và các quặng mỏ khác nhau là khá nhiều.
Điện năng được sử dụng rộng rãi, và việc sử dụng máy cơ khí và các phương pháp truyền thống khác trong việc sản xuất đồ may mặc, da, đồ nhựa, diêm, hàng thêu, v.v... Các hàng thủ công trong nước đã có nhiều tiến bộ đáng kể gần đây và thảm Tây Tạng được sản xuất tại Nhà máy thảm Lhasa bán khá chạy.
Ngành du lịch hiện nay cũng đem lại nhiều thương mại cho khu vực này, dựa trên sự thu hút của Cung điện Potala, các khung cảnh hùng vĩ trong dãy Himalaya, và nhiều loại cây cỏ và động vật chỉ có ở những độ cao của vùng Trung Á. Rất nhiều người trong khu vực nông thôn của Lhasa vẫn theo nông nghiệp và chăn nuôi gia súc truyền thống. Lhasa cũng là trung tâm thương mại truyền thống và hiện tại của Tây Tạng. Trong nhiều năm, nhiều nhà máy hóa chất và lắp ráp xe hơi vận hành ở vùng này, bởi vì sự xa xôi của thành phố đã làm các nhà máy này thả sức ô nhiễm môi trường với giới hạn tối thiểu. Tuy nhiên, điều này đã thay đổi trong những năm gần đây. Đồng, chì, và kẽm được khai thác gần đó, và nhà nước Trung Quốc đang thí nghiệm với các phương pháp khai thác khoáng sản mới và khai thác địa nhiệt trong vùng này.
Các nhà hàng trong thành phố bao gồm Nhà hàng Dharkay (Xinglong Fandian) (Linkuo Lu) được lập ra bởi một chủ người Tứ Xuyên tên là Liu và vợ người Tây Tạng của ông. Nhà hàng Dharkay nằm cách 2 dãy phố từ Khách sạn Banak Shol và phục vụ các món ăn nấu theo kiểu người Tứ Xuyên bao gồm cá và các món chay bao gồm giá sống và đậu hũ. Khi thành phố khá phát triển nhà hàng cũng phục vụ điểm tâm với trứng, doughnut và trà.

## Nhân khẩu

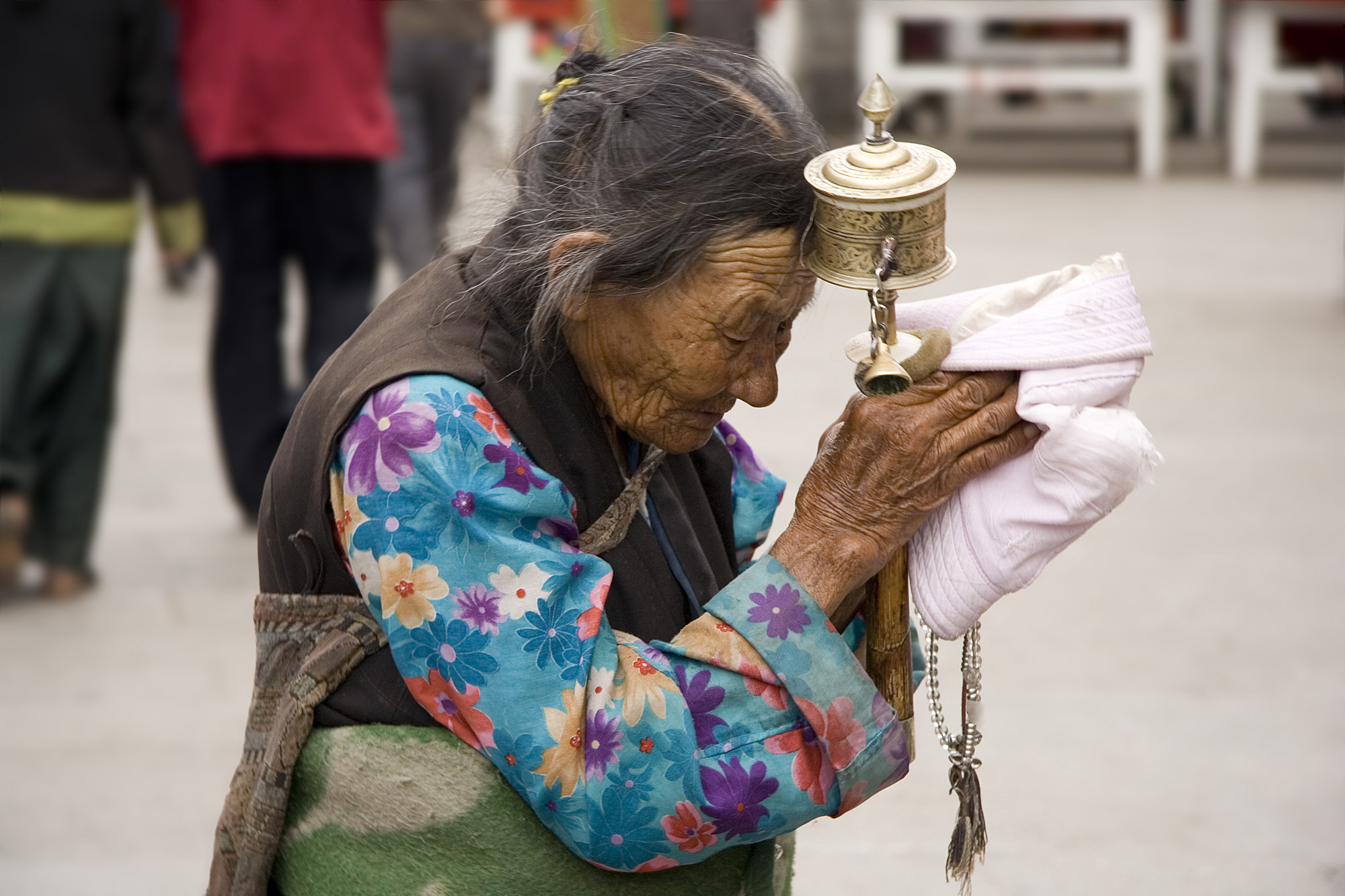
Một phụ nữ Tây Tạng cầm prayer wheel trên đường phố Lhasa

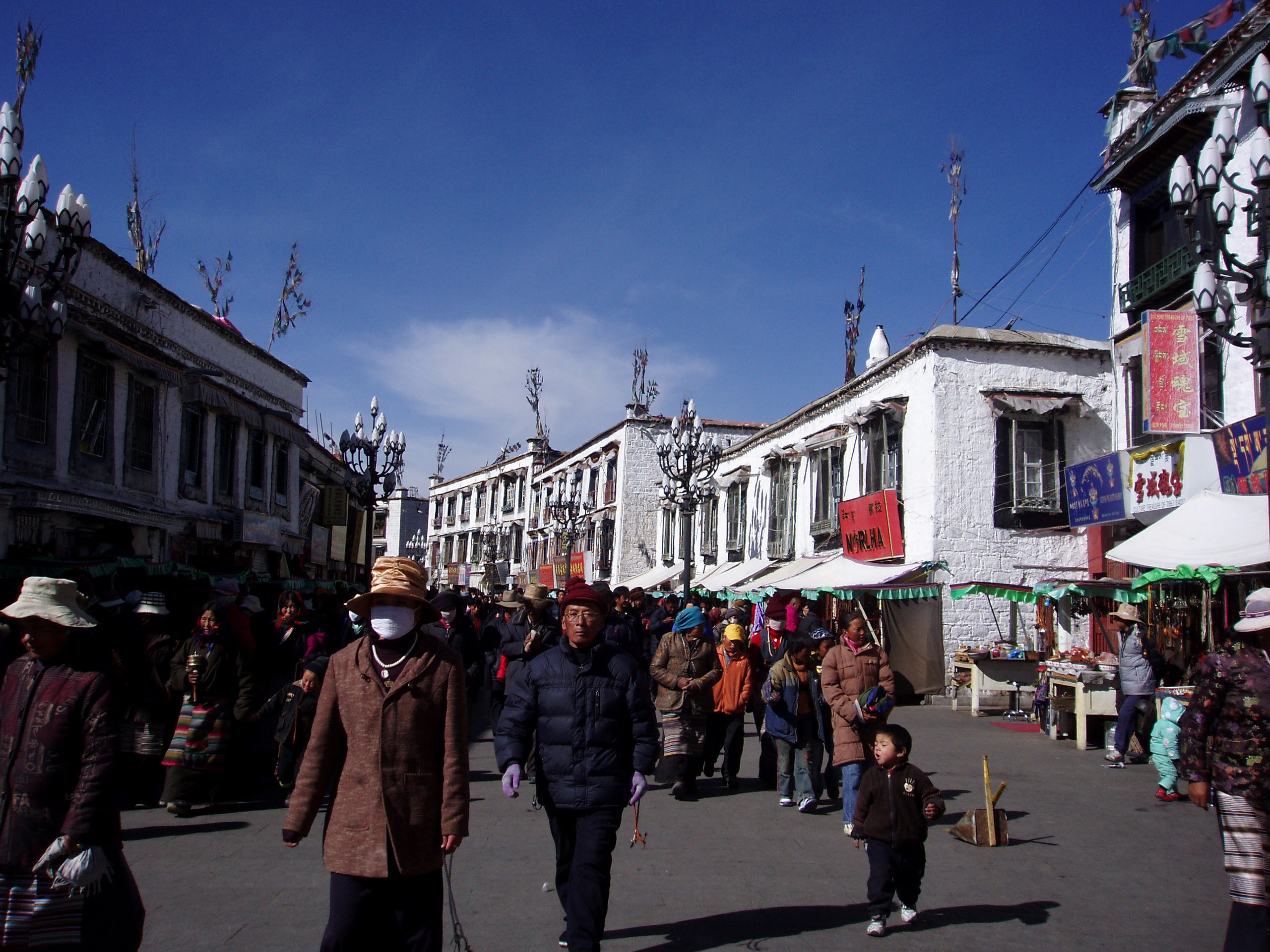
Đường phố chính ở Lhasa

Tổng cộng dân số của địa cấp thị Lhasa là 521.500 (bao gồm cả dân nhập cư, nhưng không tính đến các đồn lính). Trong số này, 257.400 là ở khu vực nội thành (bao gồm số lượng dân nhập cư là 100.700), trong khi 264.100 ở ngoại thành. Hơn nửa dân số của địa cấp thị Lhasa sống ở khu vực quận Chengguan, là đơn vị hành chính bao gồm khu nội thành Lhasa (i.e. thành phố thực sự).
Theo thống kê năm 2000, phân bố theo sắc dân ở địa cấp thị Lhasa là (tháng 11/ 2000):
| Các sắc dân chính ở địa cấp thị Lhasa, thống kê 2000 | Các sắc dân chính ở địa cấp thị Lhasa, thống kê 2000 | Các sắc dân chính ở địa cấp thị Lhasa, thống kê 2000 | Các sắc dân chính ở địa cấp thị Lhasa, thống kê 2000 | Các sắc dân chính ở địa cấp thị Lhasa, thống kê 2000 | Các sắc dân chính ở địa cấp thị Lhasa, thống kê 2000 | Các sắc dân chính ở địa cấp thị Lhasa, thống kê 2000 | Các sắc dân chính ở địa cấp thị Lhasa, thống kê 2000 |
|                                                      | Tổng số                                              | Tạng                                                 | Tạng                                                 | Hán                                                  | Hán                                                  | khác                                                 | khác                                                 |
| Địa cấp thị Lhasa                                    | 474.499                                              | 387.124                                              | 81,6%                                                | 80.584                                               | 17,0%                                                | 6.791                                                | 1,4%                                                 |
| ---------------------------------------------------- | ---------------------------------------------------- | ---------------------------------------------------- | ---------------------------------------------------- | ---------------------------------------------------- | ---------------------------------------------------- | ---------------------------------------------------- | ---------------------------------------------------- |
| Thành Quan                                           | 223.001                                              | 140.387                                              | 63,0%                                                | 76.581                                               | 34,3%                                                | 6.033                                                | 2.7%                                                 |
| Lhünzhub                                             | 50.895                                               | 50.335                                               | 98,9%                                                | 419                                                  | 0,8%                                                 | 141                                                  | 0.3%                                                 |
| Damxung                                              | 39.169                                               | 38.689                                               | 98,8%                                                | 347                                                  | 0,9%                                                 | 133                                                  | 0.3%                                                 |
| Nyêmo                                                | 27.375                                               | 27.138                                               | 99,1%                                                | 191                                                  | 0,7%                                                 | 46                                                   | 0.2%                                                 |
| Qüxü                                                 | 29.690                                               | 28.891                                               | 97,3%                                                | 746                                                  | 2,5%                                                 | 53                                                   | 0,2%                                                 |
| Doilungdêqên                                         | 40.543                                               | 38.455                                               | 94,8%                                                | 1.868                                                | 4,6%                                                 | 220                                                  | 0,5%                                                 |
| Dagzê                                                | 24.906                                               | 24.662                                               | 99,0%                                                | 212                                                  | 0,9%                                                 | 32                                                   | 0,1%                                                 |
| Maizhokunggar                                        | 38.920                                               | 38.567                                               | 99,1%                                                | 220                                                  | 0,6%                                                 | 133                                                  | 0,3%                                                 |

Không tính đến thành viên của Quân Giải phóng nhân dân đang đồn trú.

Source: Department of Population, Social, Science and Technology Statistics of the National Bureau of Statistics of China (国家统计局人口和社会科技统计司) and Department of Economic Development of the State Ethnic Affairs Commission of China (国家民族事务委员会经济发展司), eds. Tabulation on Nationalities of 2000 Population Census of China (《2000年人口普查中国民族人口资料》). 2 vols. Beijing: Nationalities Publishing House (民族出版社), 2003. (ISBN 7-105-05425-5)
Nhà nước lưu vong Tây Tạng và các nhóm Tây Tạng khác nói rằng, nếu không tính đến các đồn lính Trung Quốc và các người dân nhập cư từ bên ngoài Tây Tạng, sắc dân Tây Tạng bây giờ trở thành thiểu số ở Lhasa.

## Văn hóa và thắng cảnh

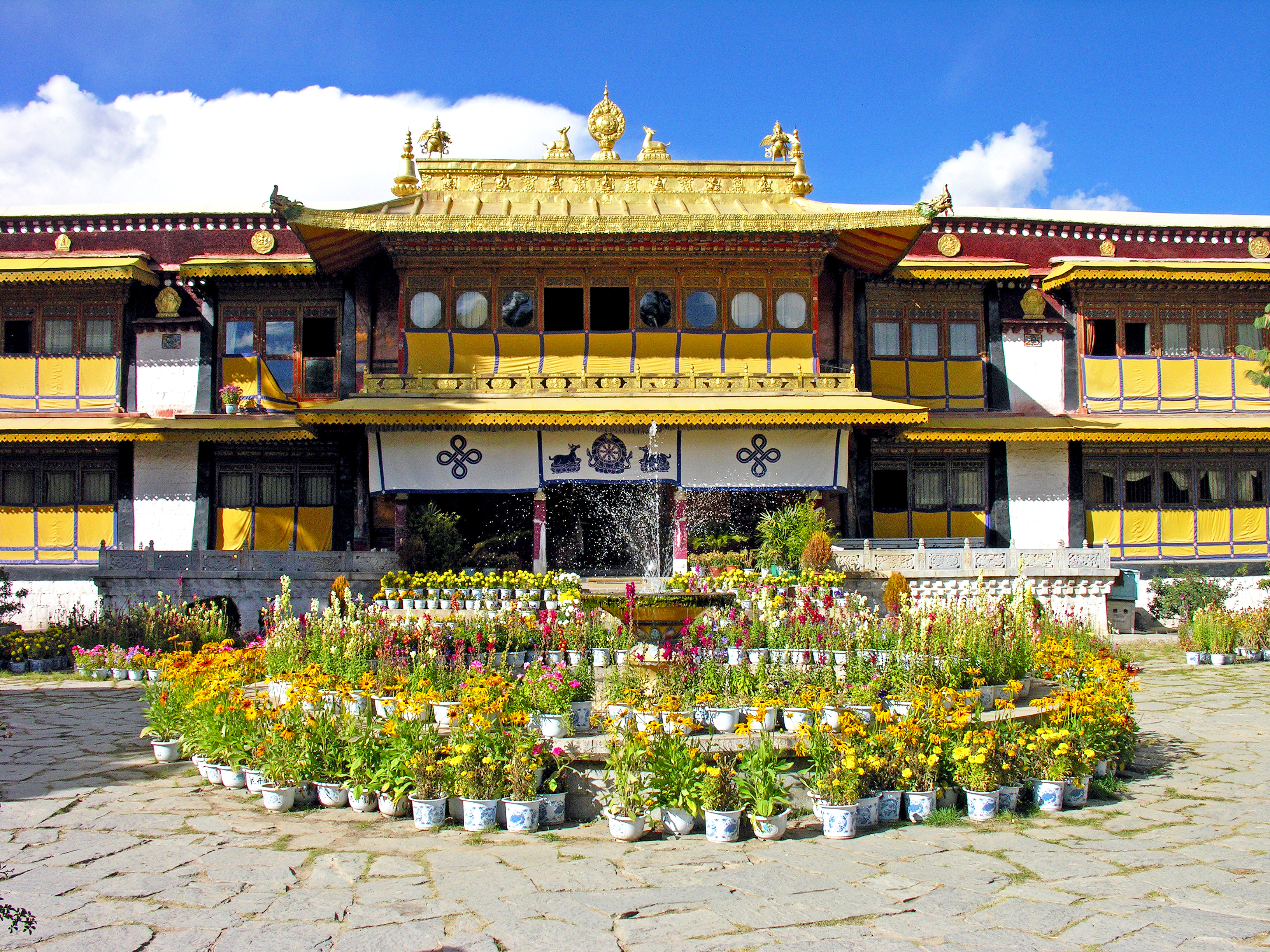
Norbulingka

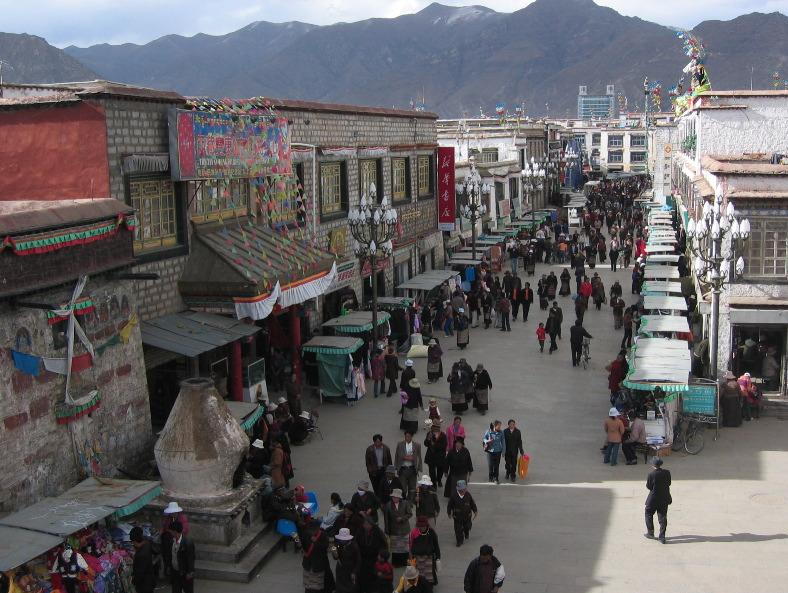
Barkhor

Lhasa có nhiều thắng cảnh lịch sử, bao gồm cung điện Potala, đền Jokhang, tu viện Sera, đền Zhefeng, tu viện Drepung và Norbulingka. Tuy nhiên, nhiều địa điểm quan trọng đã bị hư hại trong thời Cách mạng Văn hóa.

### Thắng cảnh
- Barkhor
- Đường trung tâm Beijing
- Jokhang
- Xưởng dệt thảm Lhasa
- Khách sạn Lhasa
- Nhà ga xe lửa Lhasa
- Nhà ga Lhasa phía tây
- Norbulingka
- Phía bắc đường Linkor
- Cung điện Potala
- Đại học Tây Tạng

Thành phố Lhasa được bao quanh bởi ba con đường làm thành ba vòng đồng tâm được sử dụng bởi tín đồ để circumambulate (đi vòng quanh) Đền Johkhang linh thiêng, nhiều người đi vài bước lại quỳ phủ phục xuống dọc theo những con đường này để tỏ lòng thành kính. Đường vòng trong cùng, đường Nangkor (Nang-skor), nằm bên trong đền Jokhang, và bao xung quanh điện thờ Jowo Shakyamuni, bức tượng linh thiêng nhất trong Phật giáo Tây Tạng. Đường vòng ở giữa, đường Barkor (Bar-skor), đi qua những khu phố cổ và bao quanh đền Jokhang và nhiều tòa nhà khác ở gần đó. Đường vòng ngoài cùng Lingkor (Gling-skor) bao quanh toàn bộ thành phố Lhasa truyền thống. Do sự xây dựng của một con đường mới rộng lớn, Beijing Lam, đường Lingkor ngày nay không được sử dụng thường xuyên bởi khách hành hương ngoan đạo.
Cứ mỗi tháng 8, lễ hội Shoton được tổ chức ở Lhasa, một trong những lễ hội truyền thống lớn nhất ở Tây Tạng được tổ chức từ thế kỉ thứ 7.

## Du lịch

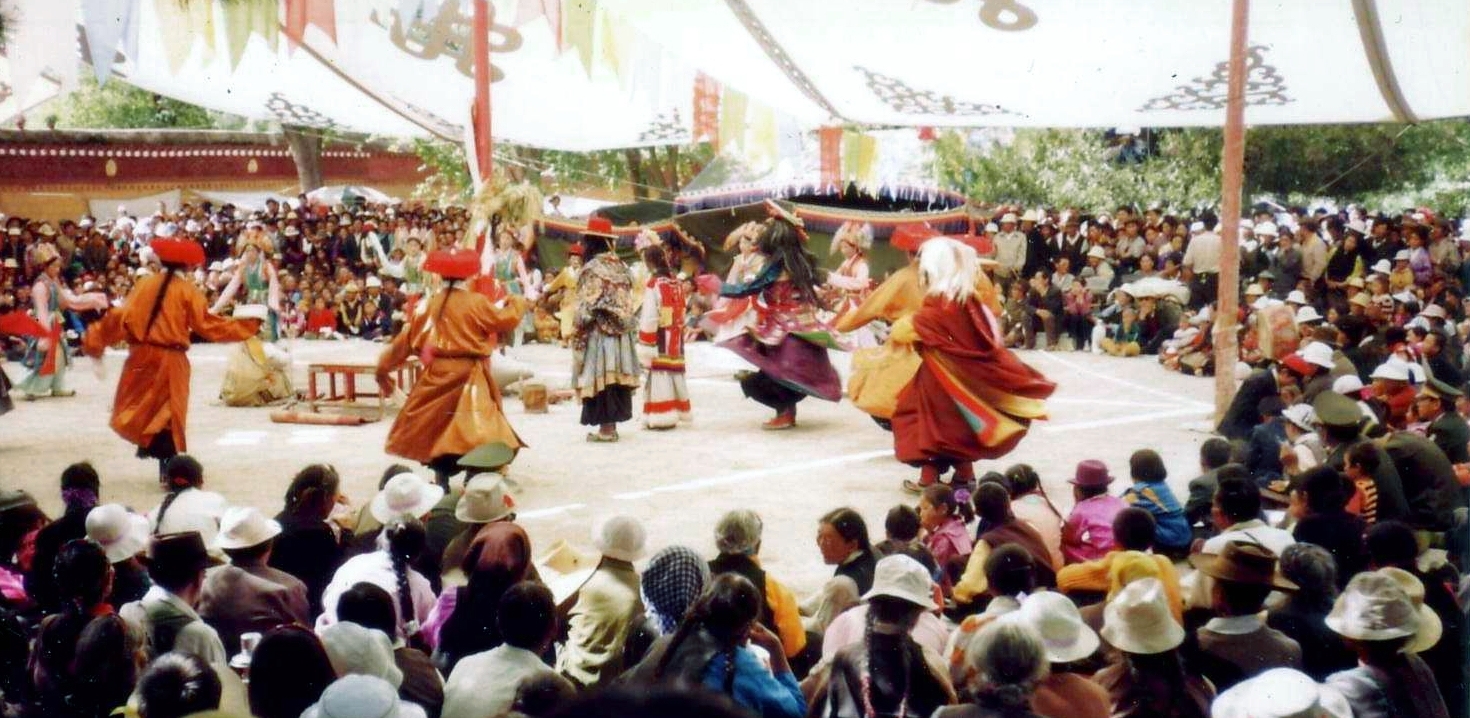
Sho dun (Shotun) festival

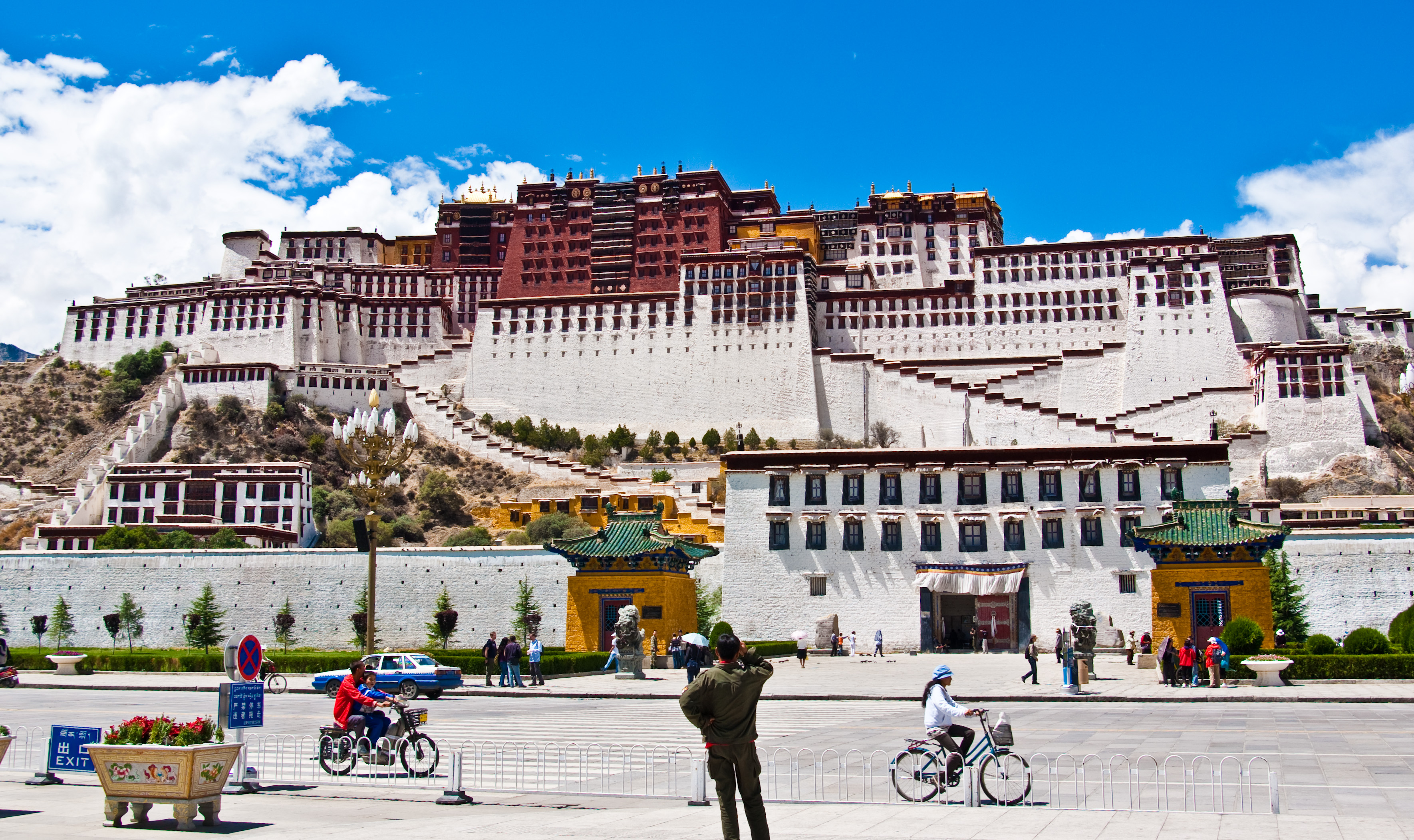
The Potala Palace, Lhasa's most famous and holiest landmark

Theo chính quyền địa phương, 1,1 triệu du khách đã viếng thăm Tây Tạng vào năm 2004. Chính quyền Trung Quốc đang dự tính một con số tham vọng là số du khách sẽ đạt tới 10 triệu người vào năm 2020; những du khách này phần lớn sẽ là người Trung Quốc. Những người ủng hộ một nền tự trị mở rộng hơn của Tây Tạng quan ngại rằng sự tăng cường về số du khách sẽ làm hủy hoại văn hóa truyền thống của Tây Tạng; đặc biệt là, những người này cho rằng những trùng tu xung quanh các địa điểm lịch sử, như là cung điện Potala, một di sản văn hóa thế giới được UNESCO công nhận, đã tạo thành một khu giống như "Thế giới Walt Disney" cho các nơi linh thiêng.

## Giao thông

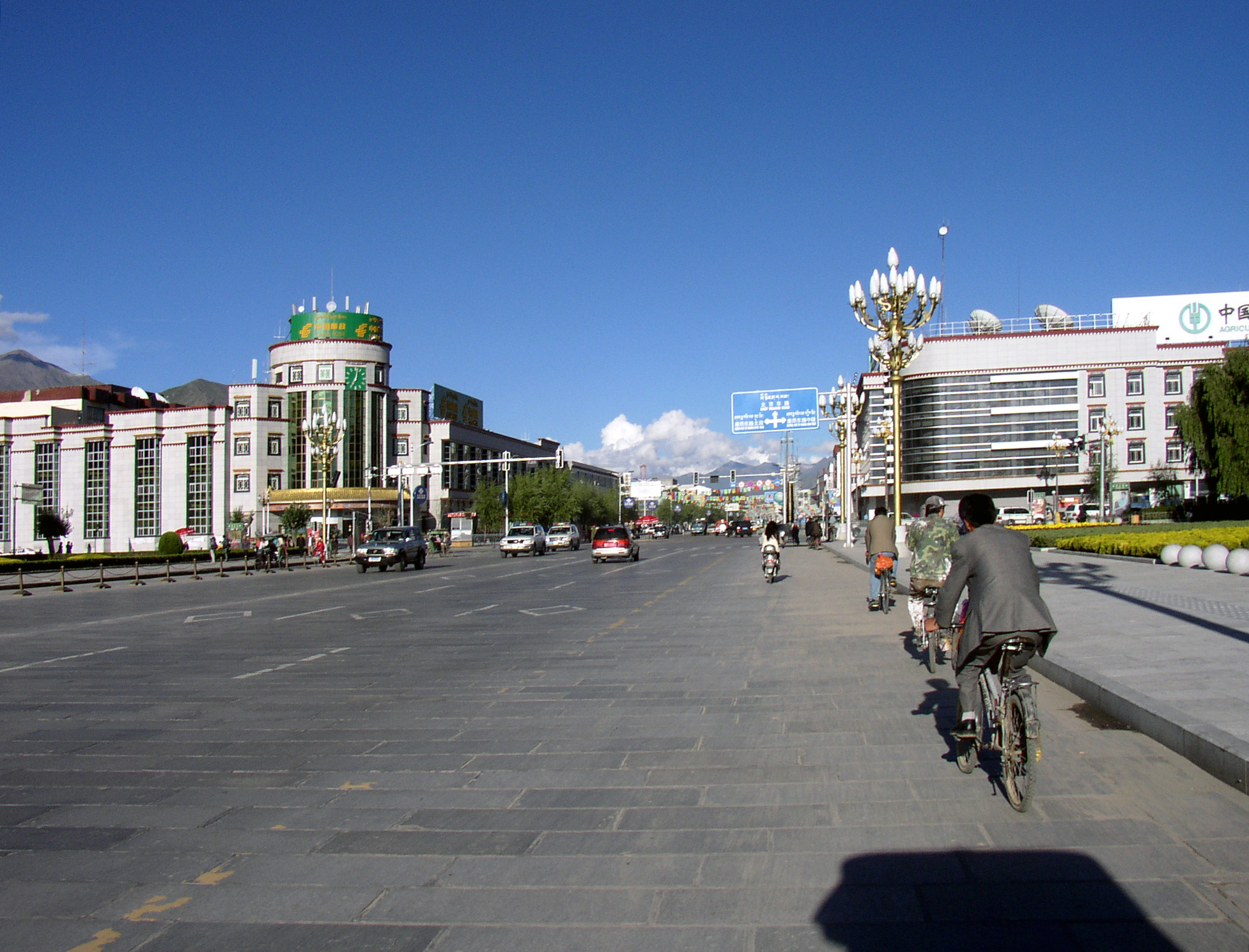
Mainstreet

Giới phóng viên cho rằng với sự mở ra của tuyến đường sắt - tuyến đường sắt trên vùng bình nguyên cao nhất thế giới— vào tháng 7 năm 2006 đã làm giá cả địa ốc ở đây tăng vọt.
Bốn chuyến tàu lửa đến và đi khỏi trạm xe lửa Lhasa hàng ngày. Tàu số T27 mất 47 giờ, 28 phút từ trạm xe lửa tây Beijing, đến Lhasa vào 20:58 mỗi ngày. Vé tốn khoảng 389 Nhân dân tệ cho ghế cứng, hay là 813 NDT cho ghế ngủ cứng, 1262 NDT cho ghế ngủ mềm. T28 từ Lhasa đến tây Beijing khởi hành 08:00 và đến Bắc Kinh vào 08:00 vào ngày thứ 3, mất 48 giờ. Cũng có tàu đi từ Thành Đô, Trùng Khánh, Lan Châu, Tây Ninh, Quảng Châu, và Thượng Hải. Ban đầu thì sự khác nhau lớn về độ cao đã gây ra vấn đề cho tuyến đường này, làm khách bị choáng vì độ cao. Để đối phó việc này, oxy đã được bơm thêm vào hệ thống điều hòa không khí, và các mặt nạ thở cũng được cung cấp.
Sân bay Lhasa Gonggar ở khoảng 98 km (61 dặm) về phía nam của thành phố.

## Lhasa trong văn hóa giải trí

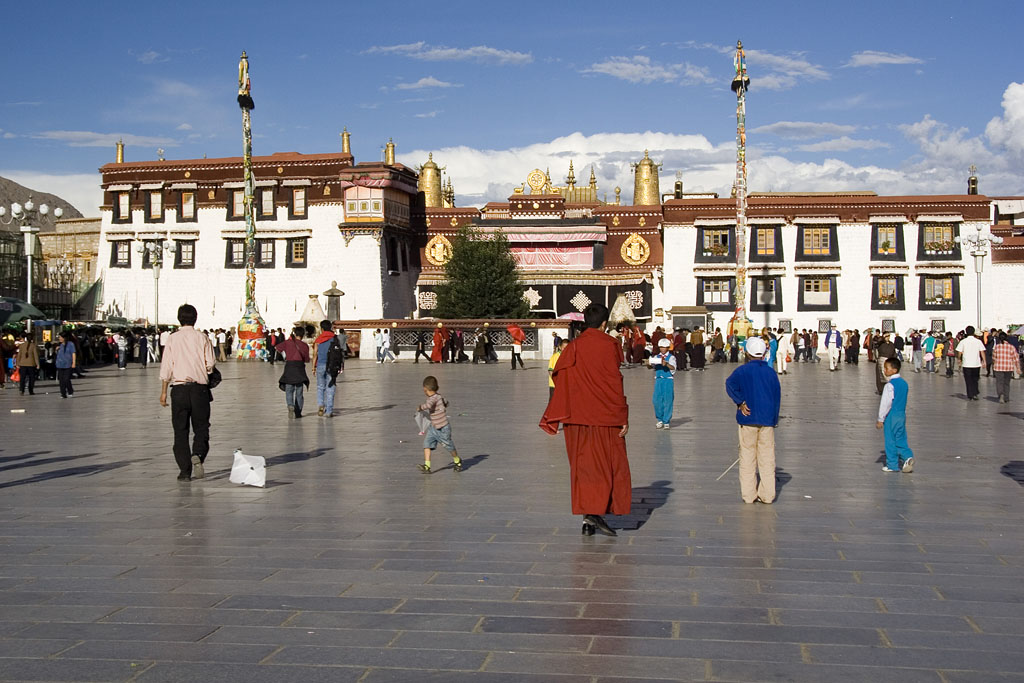
Barkhor Square

Cuộc sống ở Lhasa được kể lại bởi nhà leo núi người Áo tên là Heinrich Harrer trong cuốn sách Seven Years In Tibet (Bảy năm ở Tây Tạng) và bộ phim cùng tên với các ngôi sao điện ảnh Brad Pitt và David Thewlis. Cuốn sách này kể lại cuộc đời của ông ở Lhasa trong những năm 1940.
Không có quán rượu ở Lhasa. Có một số địa điểm về ban đêm có biểu diễn cabaret mà người trình diễn sẽ hát các bài hát tiếng Anh, tiếng Trung Quốc, tiếng Tây Tạng, và tiếng Nepal và những người nhảy múa trong các trang phục Tây Tạng sặc sỡ.

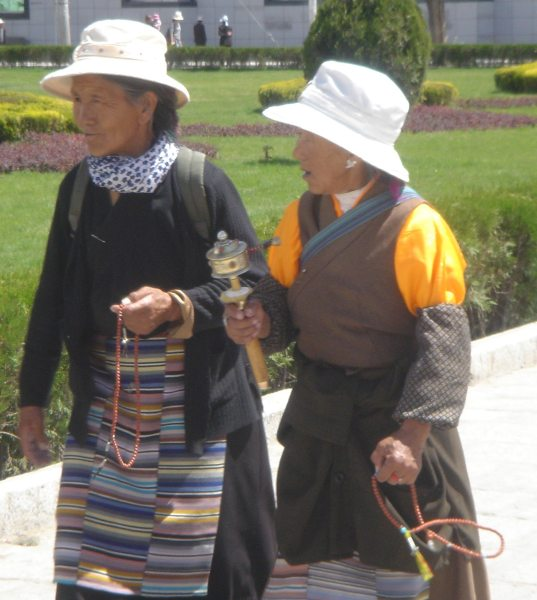
2 người phụ nữ Tây Tạng

Banco de Gaia có một đĩa CD với tựa đề Last Train to Lhasa (Chuyến tàu cuối cùng đến Lhasa).
Chinese rock artist Zheng Jun's recorded a hit song titled "Back to Lhasa" (Hui Dao Lasa). The song is filled with swirling Tibetan influences and rapidly took on the status of a classic.

### Ảnh và bản đồ
- Map central Lhasa
- Old map of central Lhasa from 1959
- Satellite image